# Disphaerocephalus (genus)
Disphaerocephalus is een geslacht van wantsen uit de familie van de Enicocephalidae. Het geslacht werd voor het eerst wetenschappelijk beschreven door Cockerell in 1917.

## Soorten
Het genus bevat de volgende soorten:

- Disphaerocephalus constrictus Cockerell, 1917
- Disphaerocephalus macropterus Cockerell, 1917
- Disphaerocephalus swinhoei Cockerell, 1917